# Hagenbucher Hof (Wüstung)
Hagenbucher Hof, Hagenbucherhof oder Hagenbuchhof, im Mittelalter Hagenbuch, ist eine Wüstung im Ortsteil Großkuchen der Stadt Heidenheim im gleichnamigen Landkreis.

## Lage
Der Ort lag nordwestlich von Großkuchen, westlich der Straße von Nietheim nach Niesitz. Etwas südwestlich des Ortes lag das heute ebenfalls abgegangene Hubertsweiler.

## Geschichte
Das erste Mal erwähnt wurde der Ort Hagenbuch im Jahr 1298, als er der Abtei Neresheim gehörte. Möglicherweise war der Ort zu dieser Zeit noch ein Weiler oder ein Dorf, da er in späterer Zeit nur noch mit dem Beinamen Hof erwähnt wird. Der Ort ging möglicherweise im Dreißigjährigen Krieg ab, wurde aber 1770 wieder besiedelt. 1890 wurde das Gehöft dann endgültig aufgegeben. Damit hat der Ort nahezu das gleiche Schicksal wie das benachbarte Hubertsweiler.
1872 hatte der Ort sechs Einwohner.